# شهرستان محاویل
شهرستان محاویل (المحاویل) یک شهرستان در کشور عراق است که در استان  بابل قرار دارد. شهر محاویل مرکز این شهرستان به شمار می‌رود.